# GAM-87 Skybolt
Skybolt ([ˈskaɪboʊlt] чит. «Ска́йболт», в пер. «удар молнии», индекс до 1962 года — GAM-87, после 1962 года — AGM-48) — американская гиперзвуковая аэробаллистическая ракета воздушного базирования (под размещение на внешней подвеске переоборудованного стратегического ракетоносца B-52 Stratofortress). 
Предназначалась для применения в качестве оружия второго удара по стратегическим целям в глубине Советского Союза; 
поражаемые цели[уточнить] — космические аппараты в околоземном космическом пространстве, движущиеся по баллистической траектории (Противоспутниковое оружие).
Ракета с пусковым устройством и системой наведения интегрированной в бортовую систему управления вооружением вместе с самолётом-носителем представляли собой комплекс, которому был присвоен общевойсковой индекс WS-138A.

## История
Аванпроект

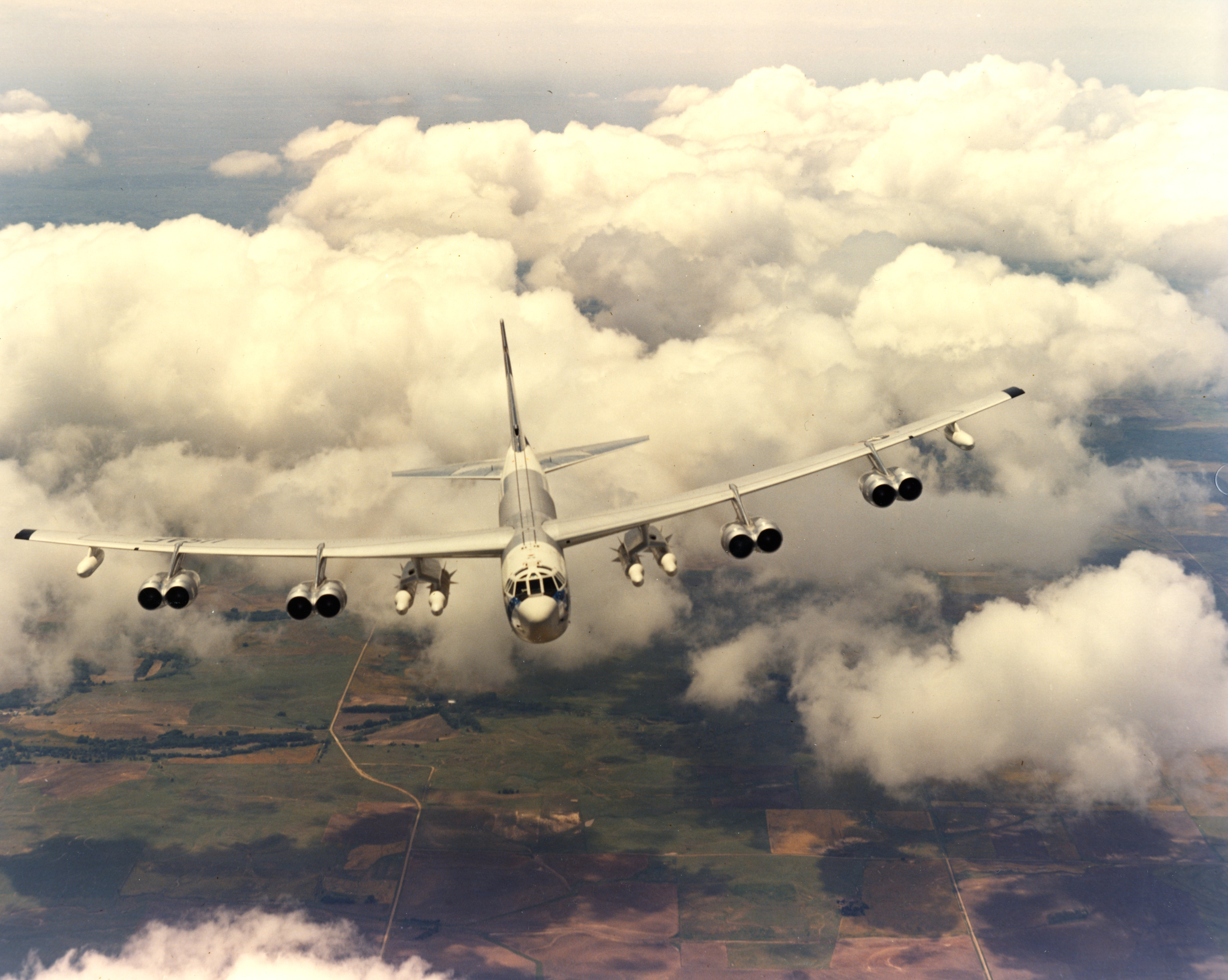
Самолёт-носитель с четырьмя ракетами в полёте

Первоначально, ракета проектировалась одноступенчатой, впоследствии была добавлена вторая ступень класса «Альтаир» (разработанная для применения в ракетах семейства «Вэнгард»).
Была разработана по заказу ВВС США группой компаний: Douglas (ракета), Aerojet (двигатель), Nortronics (навигация), General Electric (ГЧ). Разработкой подкрыльевого пускового устройства, бортовой системы управления вооружением и интеграцией ракеты занималась компания-изготовитель оригинальных самолётов-носителей «Боинг» в Сиэтле.
В разработке и изготовлении ракет и сопутствующего оборудования участвовали:
Генеральный подрядчик
- Ракета — Douglas Aircraft Co., Санта-Моника, Калифорния.

Ассоциированный подрядчик
- Средство-носитель, система управления вооружением — Boeing Co., Сиэтл, Вашингтон.

Субподрядчики
- Двигательная установка — Aerojet-General Corp., Сакраменто, Калифорния;
- Инерциальная навигационная система — Northrop Corp., Nortronics Division, Анахайм, Калифорния;
- Гироскопическая система пространственной ориентации — General Precision, Inc., Kearfott Guidance & Navigation Division, Литл-Фолс, Нью-Джерси;
- Бортовой компьютер — General Electric Co., Light Military Electronics Department, Ютика, Нью-Йорк;
- Головная часть — General Electric Co., Missile & Ordnance Systems Department, Филадельфия, Пенсильвания;
- Предохранительно-исполнительный механизм — General Time Corp., Haydon Manufacturing Company, Inc., Торрингтон, Коннектикут;
- Никель-кадмиевые аккумуляторы — Sonotone Corp., Battery Division, Элмсфорд, Нью-Йорк;
- Наземное оборудование — Fairchild Engine & Airplane Corp., Stratos Division, Хейгерстаун, Мэриленд.

Испытания

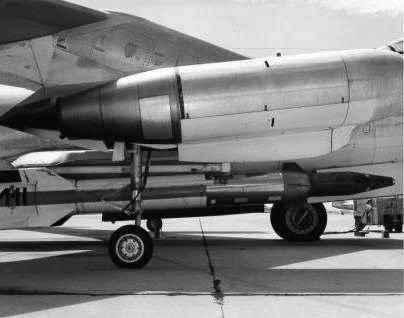
Ракета под крылом самолёта-носителя

В период с 26 мая 1958 года по 13 октября 1959 года, группа испытателей, включавшая в себя инженеров компании по лётным испытаниям и специалистов ВВС США, провели двенадцать испытательных пусков. Последний двенадцатый пуск был боевым, в качестве мишени использовался спутник «Эксплорер-6». Маршрут полёта самолёта-носителя пролегал вдоль побережья Флориды в направлении острова Уоллопс у побережья Виргинии. Поставленная задача по перехвату космической цели была выполнена, данные полученные с бортовой телеметрической аппаратуры вместе с показаниями наземных оптических и радиолокационных станций слежения подтвердили факт выполнения учебной задачи испытаний.

## Тактико-технические характеристики
Источники информации : 
Самолёт-носитель
- Модель — YDB-47B
- Максимальная взлётная масса — 99,89 т
- Практический потолок — 10,09 км
- Крейсерская скорость полёта — 802 км/ч
- Полётный радиус с боевой нагрузкой — 3218 км

Система управления полётом
- Тип системы управления полётом ракеты — инерциальная

Зона обстрела
- Досягаемость по высоте (вертикальной дальности до цели) — более 200 км
- Досягаемость по дальности (наклонной) — 3200 км
- Практическая дальнобойность — 1770 км
- Высота пуска — около 10 км

Аэродинамические характеристики
- Аэродинамическая компоновочная схема — нормальная
- Начальная скорость полёта = скорость самолёта-носителя в момент отцепки
- Маршевая скорость полёта — свыше 7408 км/ч
- Активный участок траектории полёта — 29 сек

Массо-габаритные характеристики
- Длина ракеты — 11300 мм
- Диаметр корпуса на миделе — 790 мм

Боевая часть
- Тип БЧ — моноблочная

Двигательная установка
- Тип ДУ — двухдвигательная